# 妙玉
妙玉是《红楼梦》中的主要人物，是一个带发修行尼姑，原本是仕宦人家的小姐，极端美丽、博学、聰穎，但也极端孤傲、清高、不合群，因为家道败落，不为世俗所容，假修行之名，投奔贾府，居于大观园中櫳翠庵。
从妙玉请黛钗二人吃茶用的古玩珍器以及与宝玉对话中可以看出，妙玉生于世宦大家，并与贾府有世交，可能由于父亲戴罪、家破人亡遂藏匿于贾府。一些論家認為妙玉对贾宝玉有特别的情愫，因为她拿自己以前吃茶用的绿玉斗给宝玉倒茶。李纨对妙玉有抵触。据周汝昌考证，在散佚的后回中，妙玉應是发挥了重要作用的关键人物。妙玉是金陵十二釵之一，也是惟一一位既非賈家族親，也非賈家媳婦的女子。

## 判詞
欲潔何曾潔，云空未必空！可憐金玉質，终陷淖泥中。

## 曲文
「世難容」
氣質美如蘭，才華阜比仙，天生成孤癖人皆罕。你道是啖肉食腥膻，視綺羅俗厭；卻不知太高人愈妒，過潔世同嫌。可嘆這，青燈古殿人將老，辜負了，紅粉朱樓春色闌。到頭來，依舊是風塵骯髒違心願，好一似，無瑕白玉遭泥陷；又何須，王孫公子嘆無緣。

## 高续
後四十回筆下的妙玉出現了4個較引人注目的要點：
1. 因暗戀賈寶玉，夜裡聽到貓叫春而心神不寧，睡去之後竟在夢中發情。因而遭眾人非議。
2. 因朋友邢岫煙相求，妙玉藉由『起乩』請拐仙來尋找失玉的位置。
3. 突然和惜春極為要好，並一意孤行而高傲的自由進出被封鎖的大觀園。
4. 把“風塵骯髒違心願”处理为被強盜看上美色而掳走。回目上並指稱妙玉是『活冤孽』，而在妙玉被強盜抱起時，將她的反應寫成『如醉如痴』，在小說末端隱約補出其被殺害。